# Georgina Valdez Levin
Georgina Valdez Levin es una artista musical y actriz mexicana originaria de Mazatlán, Sinaloa. Con una gran trayectoria en el arte del canto, ha participado en el mundo de la música como vocalista del dueto Byte, en ópera, obras y musicales como "Emperadores de la Antártida" y "Chicas católicas".

## Inicios
Hija de Jesús Valdez y Georgina Levín de Valdez, desde los 8 años ha tomado clases de canto y ballet, y debutó en la ópera Carmen a los 9, al año siguiente Georgina hizo su primer papel protagónico en la ópera Amahl y los visitantes nocturnos, la artista tomó clases con el director del Coro Ángela Peralta, continuó su carrera en las óperas Elixir de Amor y Madame Butterfly.
A los 17 años de edad prosiguió sus estudios en la Escuela Superior de Música y en la Casa de Teatro, también estudió en La Habana un intensivo en D’Arte y recientemente el Taller Actoral en el Centro de Estudios Artísticos de Televisa.
Tiempo después con el papel de María Magdalena fue protagonista de Godspell, además trabajó como jinglista de importantes marcas internacionales como Mattel.

## Byte
Con el apoyo de Ignacio Acosta y José Antonio Contreras Briseño grabó un disco formando parte del dueto Byte en la que ella era vocalista y Josefo el DJ.
El grupo firmó contrato discográfico con Universal Music Group uno de los Cuatro Grandes Sellos Discográficos.
Para el año 2005 Byte se dio a conocer debutando con su primer disco homónimo que incluía 11 canciones cover de los años 80s de grandes agrupaciones de Rock pero con un sonido electrónico, y de la mano de su primer corte promocional "No me importa nada" cover de "Luz Casal" que ganó popularidad en las estaciones de radio, además este contaba con un videoclip dirigido por el conocido director Ricardo Calderón, quien ha trabajado con otros artistas juveniles como Belanova y Nikki clan.
La gira los llevó por México y algunas partes del extranjero donde Georgina pudo cumplir su sueño de cantar para millones de personas.
Algunos escenarios donde pudo demostrar su talento junto con Josefo fue en los conciertos Exa, donde dieron apertura a su gira de presentaciones en México, en conciertos Oye 89.7, en Bailando por México, en el programa ¡Es de noche y ya llegue!, en el primer concurso DJ 40, de la estación juvenil "Los 40 principales" junto con Sussie 4.
También dieron entrevistas para Fama de Ritmosonlatino, trinium.tv, ID en Telehit, y fueron invitados a cerrar el evento de aniversario de la "Antena Radial" 2006, además de participar en una exposición de dibujo en la cual se contó con la presencia de mucha gente, directores de empresas, artistas, políticos y gente del medio.
Para Georgina formar parte de Byte ha sido una experiencia única[cita requerida] pero el deseo de superarse le ha traído nuevos proyectos.

## Emperadores de la Antártida
El 2007 año de un nuevo comienzo para Georgina, un nuevo proyecto la invita a formar parte del musical Emperadores de la Antártida, bajo la idea original de Michelle Griffin y David Chacón, el musical se estrenó a nivel mundial el agosto de 2007 con invitados de lujo. El musical donde la artista comparte actuaciones estelares con Patricio Borghetti, cuenta con 21 actores en escena y los más de 30 cambios de escenografía.
El musical trata sobre la separación de los amantes Sebastián (Patricio Borghetti) y Mercedes (Georgina Levin), Sebastián se va en misión de trabajo a la Antártida a pesar de los reclamos de ella y en aquellas gélidas tierras aprende de los simpáticos palmípedos sus estrechos lazos de familia, en el musical además del papel protagónico Georgina interpreta a una pingüinita.
Después de las exitosas presentaciones del musical, se lanza una banda sonora con 14 temas e instrumentales en donde participan Georgina y los demás actores de la obra.
Georgina también es licenciada en Publicidad, y ha trabajado en comerciales para marcas como McDonald's y Mattel, fue coordinadora de programación artística de la Secretaría de Cultura del Distrito Federal y continúa sus estudios en el Centro de Educación Artística de Televisa.

### Música
- 2005 Byte
- 2007 Soundtrack "Emperadores de la Antártida"

- Datos: Q5878087